# Dent du Chamois

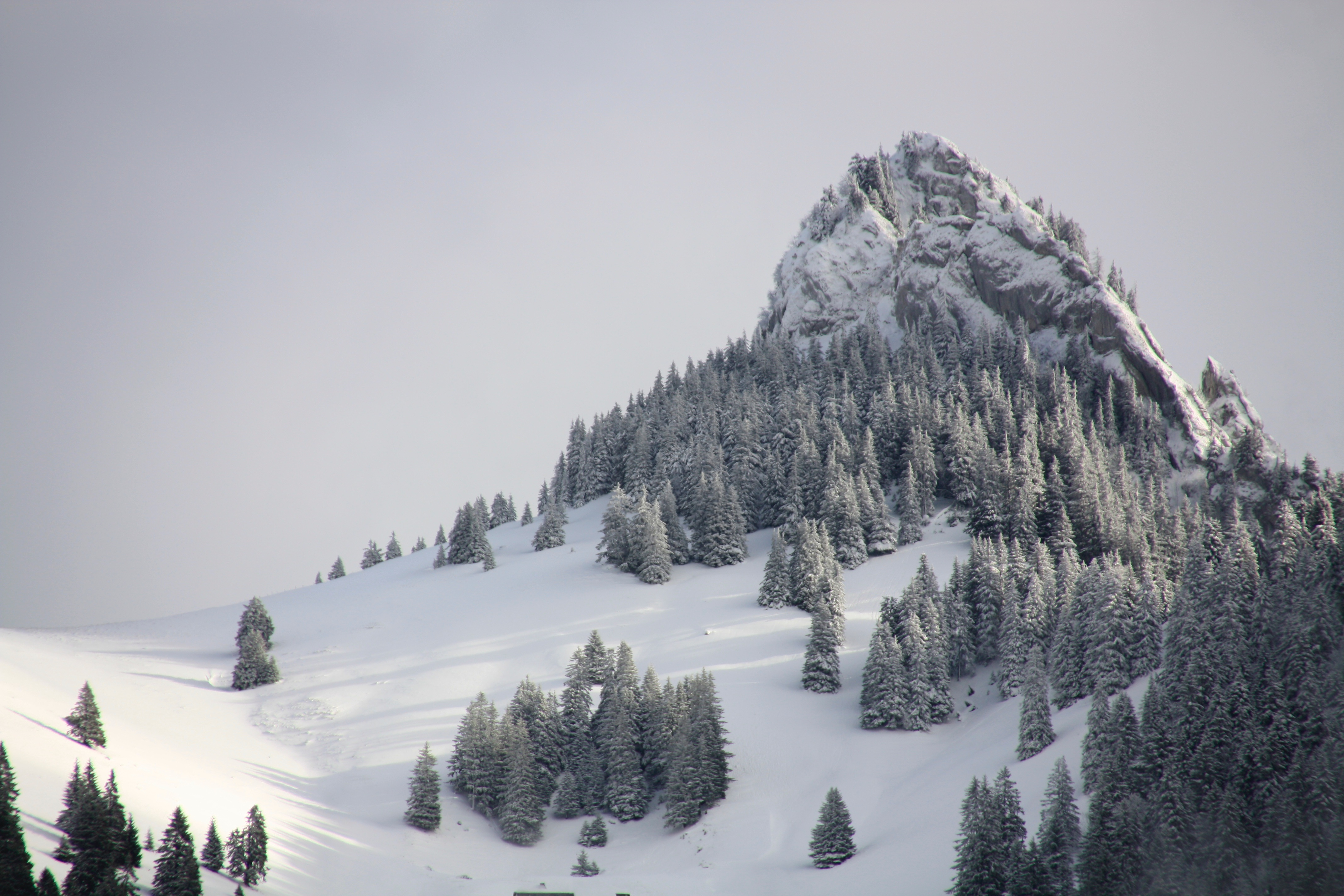
Dent du Chamois w zimowej szacie

Dent du Chamois (1838 m n.p.m.) – szczyt w Alpach Fryburskich w Szwajcarii.

## Położenie
Dent du Chamois jest przedostatnim szczytem w grzbiecie górskim, odchodzącym od najwyższego szczytu Alp Fryburskich, zwanego Vanil Noir w kierunku północnym i rozdzielającym dolinę Sarine na zachodzie od doliny potoku Motélon na wschodzie. Od położonego ok. 500 m dalej na północ bliźniaczego szczytu Dent de Broc (1828 m n.p.m.) oddziela go płytkie, kształtne siodło Col des Combes (1667 m n.p.m.) oraz dwie dolinki, opadające w obie strony z tego siodła. Od położonego dalej na południe Dent du Burgo oddziela go podobna, choć niższa przełęcz La Forcla (1565 m n.p.m.) z halą pasterską Grande Forcla, oraz dwie podobne niewielkie doliny.

## Nazwa
Dent to w języku francuskim ząb. W tym języku często używana jest do określania strzelistych, spiczastych w formie szczytów, a tak wygląda przedmiotowa góra oglądana od strony zachodniej. Z kolei le chamois to w języku francuskim kozica. Stąd: Dent du Chamois = Ząb Kozicy.

## Charakterystyka
Masyw Dent du Chamois (podobnie jak masyw sąsiedniego Dent de Broc) ma postać długiego na ok. 4,5 km, wąskiego grzbietu, ciągnącego się w linii południowy zachód – północny wschód, a więc prawie prostopadle do linii wspomnianego grzbietu wododziałowego. Po stronie zachodniej grzbiet Dent du Chamois schodzi nad sam tok rzeki Sarine, nieco poniżej Enney, po stronie wschodniej – do doliny Motélon, nieco poniżej osiedla pasterskiego Le Pralet.
Znaczna część masywu, zwłaszcza jego krańce, jest porośnięta lasami, wśród których znajduje się jednak szereg dużych kompleksów łąk alpejskich, na których latem funkcjonują tradycyjnie gospodarstwa pasterskie (bydło).
Skały tworzące grań Dent du Chamois charakteryzują się bogatą florą wapieniolubną.

## Geologia i tektonika
Równoległe grzbiety masywów Dent du Chamois oraz sąsiedniego Dent de Broc powstały wzdłuż skrzydeł wysoko wypiętrzonej, wąskiej antykliny – linię jej grzbietu (obecnie głęboko zerodowanego) wyznaczają dziś przełęcz Col des Combes i dolinki, spadające z niej na obie strony.
Dent du Chamois zbudowany jest głównie z różnorodnych skał mezozoicznych.
Część graniową masywu budują masywne wapienie późnojurajskie tzw. formacji Moléson, natomiast jego stoki południowe – utwory dolnej kredy (margle, warstwowane wapienie). Ograniczające go od północy i południa dolinki pokryte są utworami czwartorzędowymi w postaci rumowisk, piargów, a nawet osuwisk gruntu.

## Turystyka
Wierzchołek Dent du Chamois jest dostępny zarówno od strony północnej, z przełęczy Col de la Combe (jak przy wejściu na Dent de Broc), jak i od strony południowej, od przełęczy Grande Forcla. Ostatnie kilkadziesiąt metrów wejścia na sam wierzchołek jest trudniejszych technicznie. Szczyt jest jednak znacznie rzadziej odwiedzany niż sąsiadujący z nim Dent de Broc, głównie z uwagi na mniej rozległe widoki, ograniczone w sektorach północnym i południowym.